# Alicia Cantarero Aparicio
Alicia Inés Cantarero Aparicio (Santiago, 1935) es una abogada y política chilena, que se desempeñó como subsecretaria de Justicia —siendo la segunda mujer en dicho cargo, tras Inés Vargas en 1972–, durante la dictadura militar del general Augusto Pinochet, entre 1982 y 1985.
Fue hija de Manuel Cantarero Cervera y María Josefa Aparicio Osuna.

## Subsecretaria de Justicia
Como subsecretaria de Justicia, participó en el llamado «caso Calama», donde los agentes de la CNI Gabriel Hernández y Eduardo Villanueva, fueron fusilados, por los delitos de doble asesinato y robo de una sucursal bancaria. Allí Alicia (previamente) les había concedido el indulto. Pero Pinochet le devolvió el decreto de absolución y le dijo: "dile a tú ministra que se ponga los pantalones".
Según relató la entonces ministra de Justicia Mónica Madariaga al medio Cambio21; "Yo le dije a Alicia: hago un nuevo decreto pero lo vas a firmar tú como ministra subrogante. Y se hizo un segundo decreto que lo firmó Alicia Cantarero Aparicio, como ministra de Justicia subrogante. Volvió a ir Alicia con el decreto donde Pinochet, denegando el indulto en la forma que el presidente lo había ordenado y él le dijo no”.